# Catón castellano
Se conoce como Catón Castellano o Castigos y ejemplos de Catón a las diversas traducciones e interpretaciones en castellano de la consagrada obra de tradición latina Disticha Catonis. Está enmarcada en el conjunto de obras del pseudo-catón. Los primeros testimonios de estas traducciones datan del siglo XIII. Esta obra se engloba dentro de la literatura sapiencial o moral propia del mester de clerecía. Su estructura consiste en la sucesión de los consejos morales e intelectuales que un padre, presumiblemente Catón, le proporciona a su hijo. Por la propia naturaleza de la obra, que radica en diversos proverbios y sentencias, fue utilizada con carácter didáctico y doctrinal, siendo empleada como Espejo de Príncipes.

## Historia y transmisión

### Autoría
El autor de los Disticha Catonis es desconocido, ya que se tiene certeza de que su nombre era Catón, pero no está claro quién fue y está sujeto a muchas conjeturas sobre su identidad. Pudo ser Catón el Censor, un Catón de Útica o un Catón de Córdoba entre diversas conjeturas. La teoría más aceptada sobre la fecha de su composición defiende que la obra Disticha Catonis fue escrita entre los años 117 y 324. Compuesta en latín, tuvo una gran importancia en la enseñanza a lo largo de toda la Edad Media, por lo que fue muy editada y traducida a diferentes lenguas vernáculas. A pesar de su gran importancia, no se conservan ediciones completas de la obra original, solamente partes sueltas de la misma. Teniendo en cuenta la moral cristiana de la época, el texto sufrió una cristianización para adaptarlo a los valores cristianos.

### Versiones
El primer testimonio conservado de una traducción castellana es un fragmento en versos alejandrinos de once estrofas presente al final de una traducción parcial del Liber de vera et falsa penitentia del seudo Agustín, fechado en 1460, aunque se considera que las primeras traducciones llegaron en el siglo XIII. Se conocen cuatro traducciones, de las cuales destaca una en cuaderna vía, de la que se desconoce la datación exacta de esta versión, por lo que se determina que fue realizada entre los años 1270 y 1349. Algunas partes de esta obra se conservan en tres códices del siglo XIV, el primero en la Biblioteca Nacional de España (ms. 9302) y en otros dos custodiados en la Biblioteca del Monasterio de El Escorial (ms. P-III-21 y ms. h-III-3). Castigos e exemplos de Catón es la versión castellana más extendida y cuenta con nueve ediciones hasta 1609 desde mediados del siglo XIII. Se puede deducir que el autor de la traducción era una persona culta, debido a sus conocimientos del latín, amplio vocabulario y destreza a la hora de tratar tópicos literarios de la época.

## Temática
El Catón castellano es una obra esencialmente didáctica, busca la formación de sus lectores, como deja ver en una de sus primeras estrofas: “Todo hombre que quisiere ser bien enseñado, / en aqueste mi romance ponga su cuydado, / que si él bien guardare lo que aquí es mandado / puede ser bien dichoso y bien aventurado”. A través de los consejos que un padre le ofrece a su hijo se consigue transmitir una serie de conocimientos y advertencias. No solo se encuentran enseñanzas morales, también encontramos advertencias y consejos morales e intelectuales. Se podría decir que el Catón castellano era una guía de ejemplo moral y de comportamiento. Queda totalmente claro el carácter didáctico de la obra, por lo que no sorprende que fuera utilizada en la educación. En la obra se observan variados temas que son tratados siempre desde la figura de autoridad del padre, que va transmitiendo sus conocimientos a su hijo, que en ningún momento de la obra toma la palabra. 
Cabe destacar el gran carácter religioso de la obra, haciendo numerosas referencias a Dios y a los ideales de comportamiento cristianos. La obra original ya poseía un gran carácter religioso, pero las traducciones posteriores supieron tratarlo desde un punto de vista cristiano. El carácter moral de la obra va fuertemente unido al ideal religioso “Lo que yo hijo te mando, sobre todo mandamiento, / que te humilles a Dios siempre de buen talento, / ca Él hizo el cielo con todo el firmamento, / el fuego, y el agua, la tierra y el viento”.
Otro tema recurrente es el honor, tópico frecuente en la Edad Media. Se trata desde un punto de vista moral, tratando sobre la lealtad y sobre la nobleza del individuo “No prometas dos vezes lo que no puedas dar,/ lo que prometieres no lo quieras negar,/ no ayan que decir, los que de ti quieren burlar,/ que no es cortesía prometer y no dar”.
También se tratan distintos aspectos sobre la educación o el adecuado comportamiento. Se engloban consejos sobre la buena conducta en distintos contextos sociales “Quando fueres combidado no seas hablador, / ca no es cortesía, mas es gran desonor, / llamarte han parlero, otrosí dezidor, / tenerte han por loco y no será tu honor”.
La formación intelectual del individuo es uno de los principales preceptos que hace visible el autor, demostrando su naturaleza culta y su papel en la educación. No solo es una enseñanza espiritual, tanta importancia tiene la moral como el intelecto. Es visible una clara tendencia a evaluar los conocimientos por encima de los bienes materiales “Si tú ovieres hijos y no ovieres riqueza, / muéstrales algún saber de arte o de sotileza, / con que puedan escusar la cuyta y la pobreza, / porque no sean pobres ni se den a ninguna vileza”.

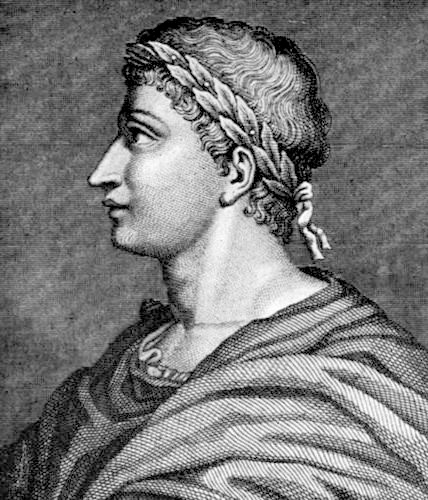
Ovidio, poeta latino, presente en la edición de 1543.

Otro tópico medieval que es tratado en la obra es el concepto de mesura. Tanta importancia pone el autor en este término que lo repite en numerosas ocasiones con afán de resaltar lo importante que es tener mesura en nuestra vida “Despiende lo que has ganado siempre con mesura, / nunca uses mal dello, ni hagas dello locura, / ca quien lo suyo gasta, por su mala ventura, / pide después a otros quando es en rencura”.
La amistad juega un papel importante en la obra, ya que se presenta de forma recurrente. En ciertas ocasiones se observan contradicciones a la hora de tratar este tema, ya que a veces el autor se decanta por el honor y la justicia y otras veces se decanta por la amistad, como se observa en los siguientes versos: “Si algún tu amigo supieres que es culpado/ el mal que d'el supieres téngelo encelado, / que más vale que tú solo seas despagado / que no sea de todos por ti menospreciado”, donde se observa la importancia de la amistad, frente a la siguiente estrofa: “Quando fueres traydo en prueva por testigo, / di verdad sin vergüença y haz lo que te digo, / aunque a otro haga mal y sea tu amigo, / súfrelo y dale passada, no hagas de ti enemigo”,  en la que se antepone el honor.
Se aprecia la cultura literaria del autor cuando hace referencia a escritores de tradición latina, tales como Virgilio “Si las labores de la tierra quisieres aprender, / el libro de Virgilio te esfuerça a leer, / ca ay puedes aprender cómo has de hacer, / y él te mostrará si lo quisieres saber”; don Macer “Si por aventura ovieres tal cuidado / que la virtud de las yervas quieras saber de grado, / pregunta por don Macer y lee su ditado, / guarecerás al doliente, al sano avrás pagado”; don Lucano “Si quieres saber las batallas romanas / que fueron mucho grandes, otrosí las africanas, / leerás a don Lucano que las dize muy llanas, / ellas y otras muchas te contará muy loçanas” y por último al consagrado poeta latino Ovidio “Si por aventura quisieres saber amar, / Ovidio en su arte lo suele demostrar, / cómo deven los hombres con las mugeres hablar, / y cómo tú deves con ellas razonar”.
Las mujeres son tratadas desde un punto de vista un tanto misógino. Observadas con cierto desdén, en ocasiones simbolizan aspectos negativos, aunque también es resaltable la figura de la esposa, que recibe cierta dualidad, tratándola en ocasiones como una parte indispensable de la familia y en otras ocasiones como una figura engañosa “Quando fueres ayrado y llorare tu muger, / hijo, las sus palabras no quieras creer, / ca por ello llora, porque te pueda vencer, / y por lo que ella quiere, que tú no quieres hacer”.
Están presentes otros temas recurrentes de la literatura medieval como la muerte “No quieras sin mesura tu vida despender, / gran miedo de la muerte no quieras aver, / siempre toma alegría con quien la sueles tener, / ca siempre temer la muerte haze la vida perder” o el alma y sus analogías.

## Características generales
El Catón es una obra puramente didáctica. Jugó un papel importante en la educación medieval. Conservamos numerosas versiones de la misma, todas coinciden en la estructura, ya que se tratan los diversos temas mediante la figura de autoridad del padre. Hay que tener en cuenta la necesidad de amenizar el aprendizaje, no sólo se pretende enseñar algo, sino que también se busca que este proceso de aprendizaje sea en cierto modas entretenido. Aquí reside la naturaleza de esta obra, ya que son una serie de sentencias transmitidas de tal forma que para el lector no sea tedioso. Y no me acuerdo más

### Forma y estructura
Ante las distintas versiones, se encuentran notables diferencias respecto a la forma y estructura del texto, unas veces siendo representado en cuaderna vía y otras como redondillas de arte menor. Otra traducción impresa por el impresor y editor de origen alemán Pablo Hurus redactada en 1493 estuvo estructurada con versos de arte mayor.
La versión más reconocida del Catón Castellano o Castigos y ejemplos de Catón es una edición impresa por Pedro de Castro que se realizó en Medina del Campo (Valladolid) en el año 1543. En esta edición se hace uso de la cuaderna vía, el tipo de estrofa más popular y utilizada habitualmente por los autores del mester de clerecía. Se trata pues, de versos alejandrinos de 14 sílabas con una clara rima consonante y monorrima (AAAA) en todo el poema. 

### Simbolismo

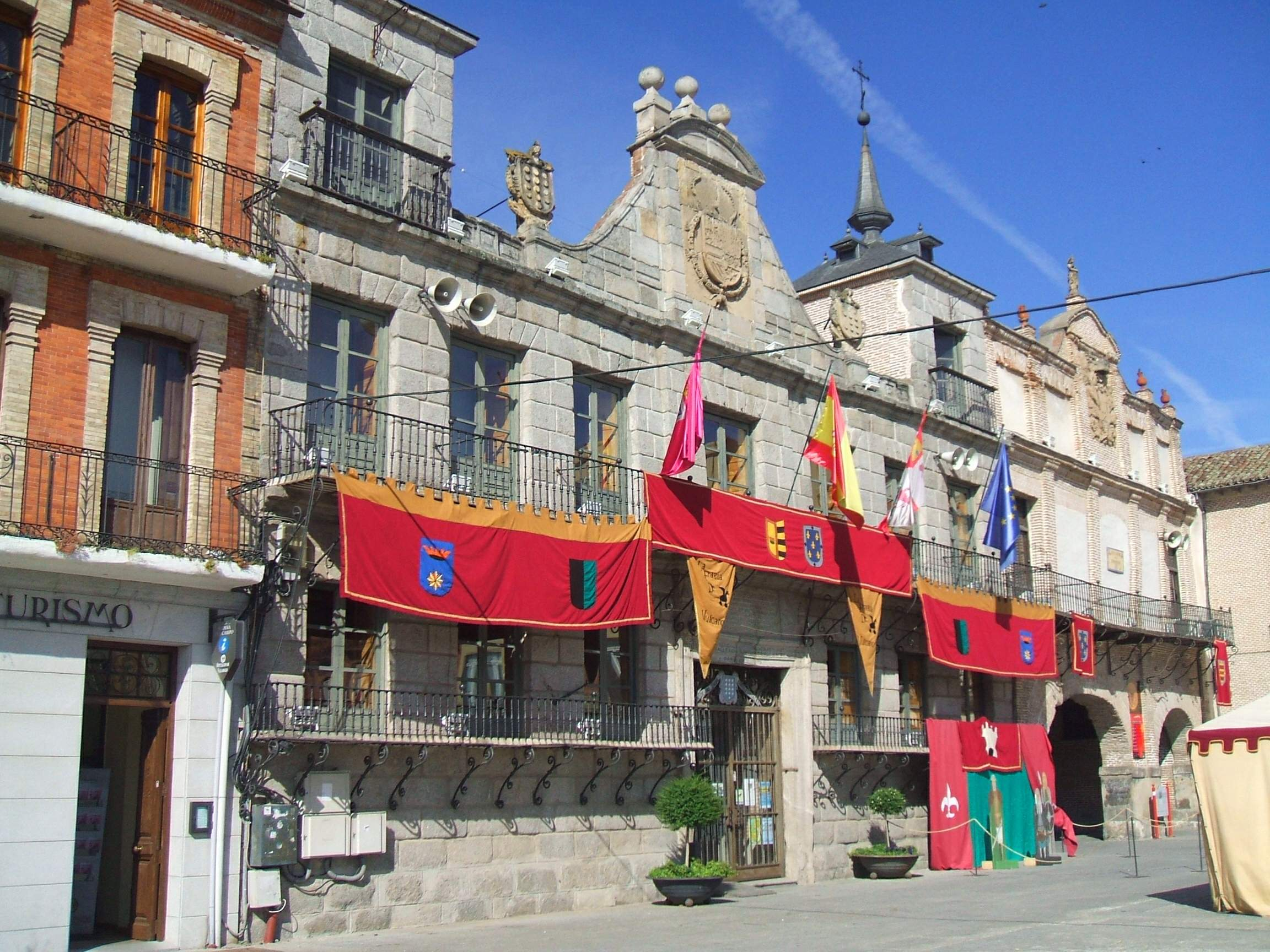
Medina del Campo, donde se imprimió la edición de Pedro de Castro en 1543.

En cuanto a recursos retóricos, aparecen símbolos muy propios de la literatura de la época como la visión del alma de las personas como una nave o un barco “(…) que muy más llanamente suele la nave andar/ a las veces por el río que no haze por la mar”. El resto del lenguaje es claro y conciso, sin muchos adornos técnicos ya que su finalidad principal no es entretener mediante el embellecimiento de sus palabras sino educar en unos valores y cánones determinados.

## El Catón en la literatura posterior
Las distintas versiones y traducciones del Catón realizadas en los siglos posteriores a la composición original tuvieron un gran peso en la literatura moral y sapiencial del Renacimiento y luego en el período Barroco. Durante el siglo XVIII, se adaptó a los cambios literarios y políticos, y en consecuencia, apareció renombrado en numerosas ocasiones, pero con una base de texto e intención muy similar en todas. Algunos títulos que se le dieron fueron Nuevo Catón, Catón español político cristiano, Guía del niño instruido, y padre educado: cartilla y catón para todas las artes o El precioso Catón.
Diferentes escritores consagrados hicieron uso de la buena y rica tradición que englobaba en todos los ámbitos al Catón y sus obras. En el Libro de buen amor, aparece una sentencia en la introducción que pertenecía a los Disticha Catonis, que dice así: “Ca dize Catón: Nemo sine crimine vivit”, y conforme avanza la obra, son citadas otras sentencias morales de la obra latina, siempre introduciendo al autor de la sentencia primero “Palabras es del sabio é díselo Catón: Que omne á sus cuydados, que tiene en corazón,/ entreponga plazeres é alegre la rrazón,/ ca la mucha tristeza mucho pecado pon”. Miguel de Cervantes pondrá en boca de Sancho Panza la sentencia recogida en Castigos y ejemplos de Catón “y el mal, para quien le fuere a buscar”, en uno de los diálogos con Alonso Quijano. Lope de Vega, en el prólogo de la Trecena Parte de sus comedias, se referirá a Catón como un censor al defender al género comedia y a sus propias obras “No corre en esta edad esta costumbre, y así tendrá disculpa la novedad, pues ya en otras he dicho la causa de imprimirlas, aunque algunos rígidos Catones, mal afectos a oírlas, rehúsen su lección y desestimen su estudio; (…)”.